# Tropicus davidsoni
Tropicus davidsoni är en skalbaggsart som beskrevs av Mascagni 1993. Tropicus davidsoni ingår i släktet Tropicus och familjen strandgrävbaggar. Inga underarter finns listade i Catalogue of Life.